# Juan Diego Sánchez
Juan Diego Sánchez Murillo (Armenia, Colombia, 23 de enero de 1982) es un actor y cantante colombiano. Es conocido por interpretar a Byron Santana en la telenovela de Telemundo en Sin senos no hay paraíso. También conocido por interpretar el papel de Marcelo en Tres milagros.

## Biografía
Empezó estudiando en la Academia Charlot, empezó a hacer cursos de actuación, con varios actores del medio,para luego hacer sus primeros trabajos en cine, en cortometrajes, y series, etc. 
En 2004 participó en Punto Final, dirigido por Andrés Triana, y en 2005 participó en Rayando Lo Maniático, dirigido por Paulo César González. Después de haber participado en series de televisión como Así es la vida e Historia para contar y telenovelas como Por amor, Zona rosa y Novia para dos, el actor llegó con fuerza al público estadounidense. 
En 2008 Juan Diego dio vida al personaje de Byron Santana en la telenovela Sin senos no hay paraíso. En su personaje su situación económica lo lleva a convertirse en sicario de las bandas del Hombre Oscuro y de La Liebre. De esa manera piensa lograr salir de la pobreza, ayudar a su familia y conquistar el corazón de una mujer, pero se encuentra con la desaprobación de su madre, lo cual lo hace sufrir. 
En el 2011-2012 protagonizó junto con Johanna Bahamón, Angélica Blandón, Farina Pao y Andrés Sandoval en la telenovela Tres Milagros en el papel de Marcelo Botero. 
Juan Diego ha realizado campañas publicitarias para las marcas: Chicles Adams, Movistar, Yogurt Alpina, Olímpica Stéreo y Afrodita. 
Aparte de ser actor y modelo, también es diseñador de rosarios y cantante.
En 2018, participó en la serie Paraíso Travel como coprotagonista en el papel de Lukas Expósito.

## Filmografía

### Televisión
| Año       | Título                   | Personaje         |
| --------- | ------------------------ | ----------------- |
| 2020      | Enfermeras               | Rodrigo           |
| 2019      | La ley del corazón       | Víctor            |
| 2018      | La ley secreta           | Fernando          |
| 2018      | Paraíso Travel           | Lukas Exposito    |
| 2017-2018 | Tarde lo conocí          | Cabeto Anaya      |
| 2017      | Sin senos sí hay paraíso | Bayron Santana    |
| 2014      | Fugitivos                | Sergio Caviedes   |
| 2014      | Dr. Mata                 | Arturo            |
| 2013-2015 | Cumbia Ninja             | Jhon Alex         |
| 2011-2012 | Tres milagros            | Marcelo Botero    |
| 2010-2011 | Hilos de amor            | Fernando          |
| 2010      | Niñas Mal                | Carlos            |
| 2008-2009 | Sin senos no hay paraíso | Bayron Santana    |
| 2008      | Novia para dos           | Víctor            |
| 2007      | Zona rosa                | Jonathan          |
| 2006-2007 | Por amor                 | El Mugre          |
| 2005      | Así es la vida           | Varios personajes |

### Concursos
| Año  | Título           | Personaje    | Canal              |
| ---- | ---------------- | ------------ | ------------------ |
| 2013 | Vuelese si puede | Participante | Caracol Televisión |

### Cine
| Año  | Título               | Personaje | Notas |
| ---- | -------------------- | --------- | ----- |
| 2015 | La Rectora           | Fernando  |       |
| 2005 | Rayando Lo Maniático | Alex      |       |
| 2004 | Punto final          | Camilo    |       |

## Premios y nominaciones

### Premios Sin Límite
| Año  | Categoría              | Telenovela               | Resultado |
| ---- | ---------------------- | ------------------------ | --------- |
| 2009 | Mejor actor revelación | Sin senos no hay paraíso | Ganador   |